# Trifurcula istriae
Trifurcula istriae là một loài bướm đêm thuộc họ Nepticulidae. Nó là loài duy nhất được tìm thấy ở Croatia và miền bắc Ý.
Ấu trùng ăn Globularia punctata. The mine the leaves of their host plant. 